# Dejuni del 17 de Tammuz
El Dejuni del 17 de Tammuz (en hebreu: צום שבעה עשר בתמוז) (Tzom Shiva Asar b'Tammuz) és un dels sis dies de dejuni rituals observats pels jueus durant l'any.

## Història
El dejuni del 17 de Tammuz és el primer dels dies de dejuni mencionats en la Bíblia, és anomenat "el dejuni del quart mes" (Zacaries 8:19). Va ser implementat en record de la ruptura de les muralles de Jerusalem durant tots els dos setges imposats a la ciutat en l'Antiguitat: el primer setge va tenir lloc el 17 de Tammuz de l'any 586 AC, l'assalt fou dirigit per Nabucodonosor II Rei de Babilònia, després de l'atac va esdevenir que tres setmanes més tard, tingué lloc la caiguda de la ciutat i la destrucció del primer Temple de Jerusalem, el segon setge fou liderat pel comandant de les legions romanes, Tit Flavi Vespasià, el dia 9 del mes de Tammuz de l'any 70 del segle primer, de la mateixa manera tal com va passar durant el primer setge ocorregut a l'època de l'Imperi Babilònic, el setge romà acabaria en la ruïna de la ciutat i la destrucció del Segon Temple de Jerusalem, a més de marcar el començament de la diàspora del poble jueu, fet que continua fins avui en dia.
Així mateix, el dia 17 de Tammuz comencen les «tres setmanes de dol» Yemei bein Hametzarim, nom donat al període de dol de tres setmanes que comença amb el dejuni del 17 de Tammuz, i finalitza el dia 9 del mes d'Av, dia de dol nacional per la destrucció de tots dos temples: "En aquell temps, jo, Daniel, vaig fer penitència durant tres setmanes: no vaig menjar aliment saborós; ni carn ni vi van entrar en la meva boca, ni em vaig ungir, fins al terme d'aquestes tres setmanes" (Daniel 10:2-3).

## Culte
El dejuni de 17 de Tammuz és considerat com un dia de dejuni menor, és observat des de l'alba fins a la caiguda de la nit i la sortida dels estels, excloent les hores nocturnes. Si el dejuni cau en dissabte, aleshores el dejuni serà traslladat al diumenge següent, ja que segons els preceptes del judaisme, no es commemora el dol en sàbat; l'únic dia de dejuni ritual hebreu que no es canvia si cau en un dissabte, és el Yom Kipur, ja que no és un dia de dol sinó d'expiació.